# Venenciadores de Jerez Béisbol Club

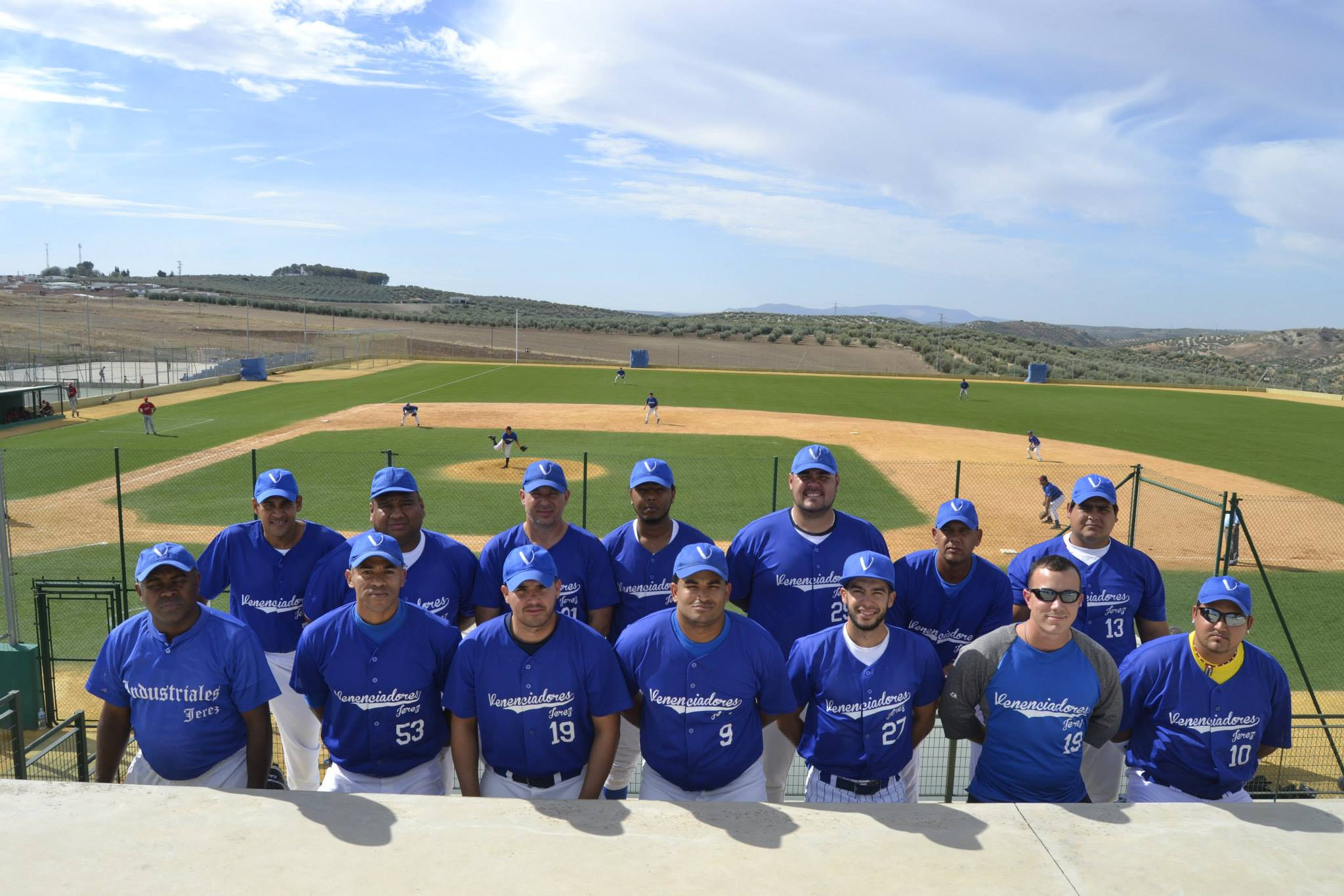
Plantilla en la final de la Copa de Andalucía 2014

Venenciadores de Jerez Béisbol Club es un club deportivo dedicado a la práctica del béisbol en la ciudad de Jerez de la Frontera, Andalucía (España).

## Historia

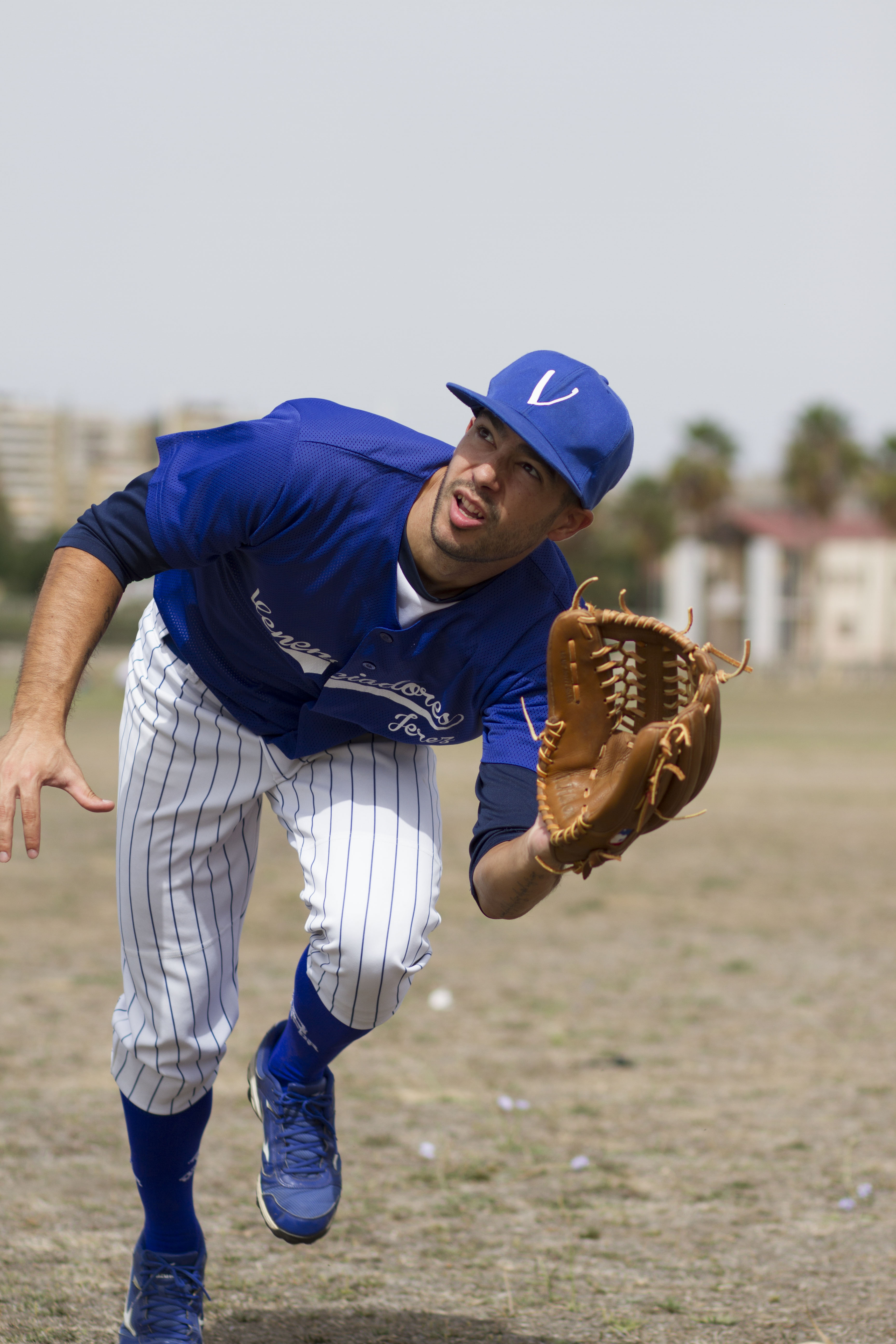
Jugador venenciador corriendo a por una bola

Fundado el 24 de octubre de 2010 por el inmigrante cubano Andy Sandoval en Jerez con el nombre de CD Béisbol Industriales Jerez, cambió su denominación tras el abandono del club por parte de su fundador a Venenciadores de Jerez Béisbol Club el 28 de abril de 2012. 
En sus primeros dos años el club jugó con el nombre de Industriales Jerez sus primeros partidos en la localidad gaditana de Chiclana de la Frontera ante los Osos de Chiclana y llegó a jugar un partido amistoso en Benamejí (Córdoba).
Ya con el nombre de Venenciadores el club se federó por primera vez en la Federación Andaluza de Béisbol y Sóftbol para jugar la Copa de Andalucía 2013, jugada entre Chiclana y Sevilla, y en la cual se consiguió el tercer puesto.
En 2014 los Venenciadores de Jerez jugaron su primera Liga Andaluza en primavera, y mejoraron su actuación en la Copa de Andalucía 2014 derrotando a Sevilla Red Sox a doble partido en la semifinal y perdiendo ante Benamejí BC en la final por 6-8.
En 2015, la antigua Liga Andaluza se integra dentro de la Primera División Nacional grupo Sur, dependiente de la Real Federación Española de Béisbol y Sóftbol, por lo que el club juega su primera competición nacional. Su resultado en la liga sería el quinto lugar de siete equipos. Posteriormente a la Liga de 1ª División Nacional 2015, el club sufre un cambio tanto en su plantilla como en sus despachos, que le hacen imposible participar un año más en la Copa de Andalucía. 
Actualmente, el club se centra en la captación de nuevos jugadores y las negociaciones con el Ayuntamiento de la ciudad para el fomento del béisbol, mientras siguen entrenando y jugando partidos amistosos.

## Peculiaridad
El club jerezano es el único de la comunidad autónoma que no dispone de campo propio para albergar sus partidos como local. Ello lo ha llevado a jugar desde su fundación en campos ajenos, debiendo costear, en ocasiones, el alquiler de las instalaciones al Ayuntamiento propietario, y a aumentar el esfuerzo y sacrificio necesario para jugar las competiciones. A día de hoy el club nunca ha jugado en Jerez.
Actualmente y desde su creación, el club realiza sus entrenamientos en la Pradera Hípica de Chapín, una explanada de césped de uso público propiedad del Ayuntamiento de Jerez.

## Nombre del equipo
El nombre de 'Venenciadores' fue escogido por votación de los socios del club con el objetivo de adoptar un nombre característico de la ciudad a la que el equipo representa. Un venenciador es la persona que sirve el vino de Jerez, de la bota al catavino, mediante una venencia. Uno de los logos del club lleva representada una venencia haciendo honor al nombre y a la ciudad.

## Sueño no cumplido
En las negociaciones con el gobierno local del Ayuntamiento de Jerez en 2014, entre las que se encuentra una reunión con la alcaldesa María José García Pelayo en julio, éste cedió al club en marzo de 2015 un solar abandonado en el Complejo Deportivo Municipal de Chapín para la práctica del deporte con el fin de llegar, en el futuro, a tener un campo permanente de béisbol en la ciudad. El gobierno que consiguió la alcaldía en 2015 abandonó y rechazó la idea un año más tarde, y hoy día se encuentra en negociaciones con el club para llevar a cabo otras alternativas.

## Competiciones
| Fecha               | Competición                                     | Puesto       |
| Junio 2013          | I Torneo Internacional de Béisbol de Andalucía  |              |
| Octubre de 2013     | Frank Almonte Memorial                          |              |
| Noviembre de 2013   | Copa de Andalucía                               | 3.er puesto  |
| Febrero de 2014     | II Torneo Internacional de Béisbol de Andalucía |              |
| Marzo-mayo de 2014  | Liga Andaluza                                   | 5º puesto    |
| Junio de 2014       | The Shamrock Classic                            |              |
| Octubre de 2014     | Copa de Andalucía                               | Subcampeones |
| Noviembre de 2014   | Torneo Memorial Lee Setomer                     |              |
| Noviembre de 2014   | Torneo de Navidad Pizzería Frascati             |              |
| Marzo-junio de 2015 | Liga 1ª División Nacional Grupo Sur             | 5º puesto    |